# Bina Daigeler
Bina Daigeler (Múnich, 1965) es una diseñadora de vestuario en películas y series de televisión alemana afincada en España. Ganadora de un Premio Premio de Cine Alemán al Mejor Vestuario, de un Premio Gaudí, de una nominación a los Oscars, y cuatro nominaciones a los Premios Goya.

## Trayectoria
Pasó su infancia en Ottobrunn, Alemania. Se formó como sastre en 1982 a 1985 en la tienda de alquiler de disfraces Kostüme Breuer, de Munich. Gracias a ello entró en contacto con producciones cinematográficas.
Comenzó su carrera en televisión como asistente del diseñador de vestuario de la serie de televisión Anna de la cadena alemana ZDF, en 1987.  
Tras trabajar en telefilmes alemanes se mudó a España en los 80, desde donde emprendió su primera película, como asistente de vestuario, en 1992, 1492 - La conquista del paraíso de Ridley Scott. Coproducción histórica de Francia, Reino Unido y España, coincidiendo con el V Centenario del Descubrimiento de América. Siguió con La Casa de los espíritus (1993), de Bille August.   
Y su primera película como diseñadora de vestuario fue en 1997, Airbag  de Juanma Bajo Ulloa,  ganadora de dos Premios Goya. Siguió con Todo sobre mi madre (1999) de Pedro Almodóvar, por la que fue nominada al Premio Goya Diseño de Vestuario. Con este director repitió en Volver (2007), por el que logró una nueva nominación de ese galardón y con La habitación de al lado (2024).   Logró dos nominaciones más por su trabajo en Inconscientes (2005), de Joaquín Oristrell y Princesas (2006), de Fernando León.
Ha trabajado con otros directores como Antonio Banderas, Christopher Hampton, Jim Jarmusch, Jonathan Jakubowicz, Mabrouk El Mechri, Steven Soderbergh, Oliver Stone, John Malkovich, Wim Wenders o María de Medeiros.
Volvió a trabajar en Alemania en 1999, para la serie germana Mallorca- Suche nach dem Paradies ,  y en 2011 en una exposición del videoartista Julian Rosefeldt, Meine Heimat ist ein düsteres wolkenverhangenes Land (Mi hogar es una tierra oscura y cubierta de nubes) y en la película que este dirigió Manifesto, con Cate Blanchett y por la que Bina recibió el Premio del Cine Alemán 2018.
De forma paralela, ha sido diseñadora de vestuario en series de televisión, como las españolas Toledo (2012, Antena 3), La fuga (2012, Telecinco), El tiempo entre costuras (2013-14, Antena 3)  por la que ganó el Premio Iris al mejor diseño de arte y escenografía 2014.
Hizo lo propio en la primera temporada de Narcos (2015, Netflix), Mrs. America (2020, Hulu) con Cate Blanchet,1899 (2022, Netflix) y Cristóbal Balenciaga (2024, Disney+).
En 2021 fue nominada al Oscar por el diseño de vestuario de la película Mulan,  con actores de carne y hueso.
En 2016 formó parte del Jurado Sección oficial del 64 edición del Festival de Cine de San Sebastián.
Y en octubre de 2024, intervino en 1ª edición española de Forces Of Fashion, de la revista Vogue, en Madrid, conversando sobre Moda y Cine: La Moda en el Cine de Pedro Almodóvar. Y en noviembre de ese año participó en los Premios Feroz 2024 con una clase magistral en la Facultad de Belas Artes de Pontevedra.

## Filmografía seleccionada

### Películas
- Airbag (1997)
- Todo sobre mi madre (1999) [13]
- Novios (1999)
- Sin vergüenza (2001)
- Pasos de baile (2002)
- El lápiz del carpintero (2003)
- Imagining Argentina (2003)
- Inconscientes (2004)
- Princesas (2005)
- La fiesta del Chivo (2005)
- Volver (2006) [14]
- El camino de los ingleses (2006)
- Che, el argentino (2008)
- Che: Guerrilla (2008)
- La mujer del anarquista (2008)
- Pájaros de papel (2010)
- Captain of Desert (2011)
- Sólo los amantes sobreviven (2013)
- Bad Fucking (2013)
- Out of the Dark (2014)
- Hitman: Agente 47 (2015)
- Manifesto (2015)
- Snowden (2016)
- La casa de la esperanza (2017)
- Dumplin' (2018)
- Mulan (2020, Nicky Caro)
- Euphoria (2022)
- Tár (2022)
- La madre (2023
- Fingernails (Esto va a doler) (2023)
- Rumours (2024)
- La habitación de al lado (2024) [4]

### Series
- Mallorca - Suche nach dem Paradies (1999) 65 episodios.
- Abuela de verano (2005, TVE) 13 episodios.
- La bella Otero (2008, RAI, TVG, TV3) Miniserie de 2 episodios.
- Toledo (2012, Antena 3) 13 episodios.
- La fuga (2012, Telecinco) 12 episodios.
- El tiempo entre costuras (2013-14, Antena3) 11 episodios.[6]
- Narcos (2015, Netflix) 10 episodios.
- Mrs. America (2020, Hulu) 9 episodios.[8]
- 1899 (2022, Netflix) 8 episodios.
- Cristóbal Balenciaga (2024, Disney+) 6 episodios.[9]

## Premios
- 1999. Nominada al Premio Goya al mejor diseño de vestuario por Todo sobre mi madre. [15]
- 2005. Nominada al Premio Goya al mejor diseño de vestuario por Inconscientes [16]
- 2006. Nominada al Premio Goya al mejor diseño de vestuario por Princesas.[17]
- 2006. Nominada al Premio Goya al mejor diseño de vestuario por Volver.[18]
- 2010. Premio de Cine Alemán (Deutscher Filmpreis) al Mejor Vestuario, por Manifesto.  [1]
- 2010. Premio Gaudí Mejor Vestuario por La mujer del anarquista. [19]
- 2014. Premio Iris al mejor diseño de arte y escenografía, por la serie El tiempo entre costuras. Concedido anualmente por la Academia de Televisión y de las Ciencias y Artes del Audiovisual de España.[7]
- 2021. Nominación al Oscar al mejor diseño de vestuario por Merlín.

## Enlaces web
- Bina Daigeler en Internet Movie Database (en inglés).
- Offizielle Website von Bina Daigeler